# Honda Dream 50 R

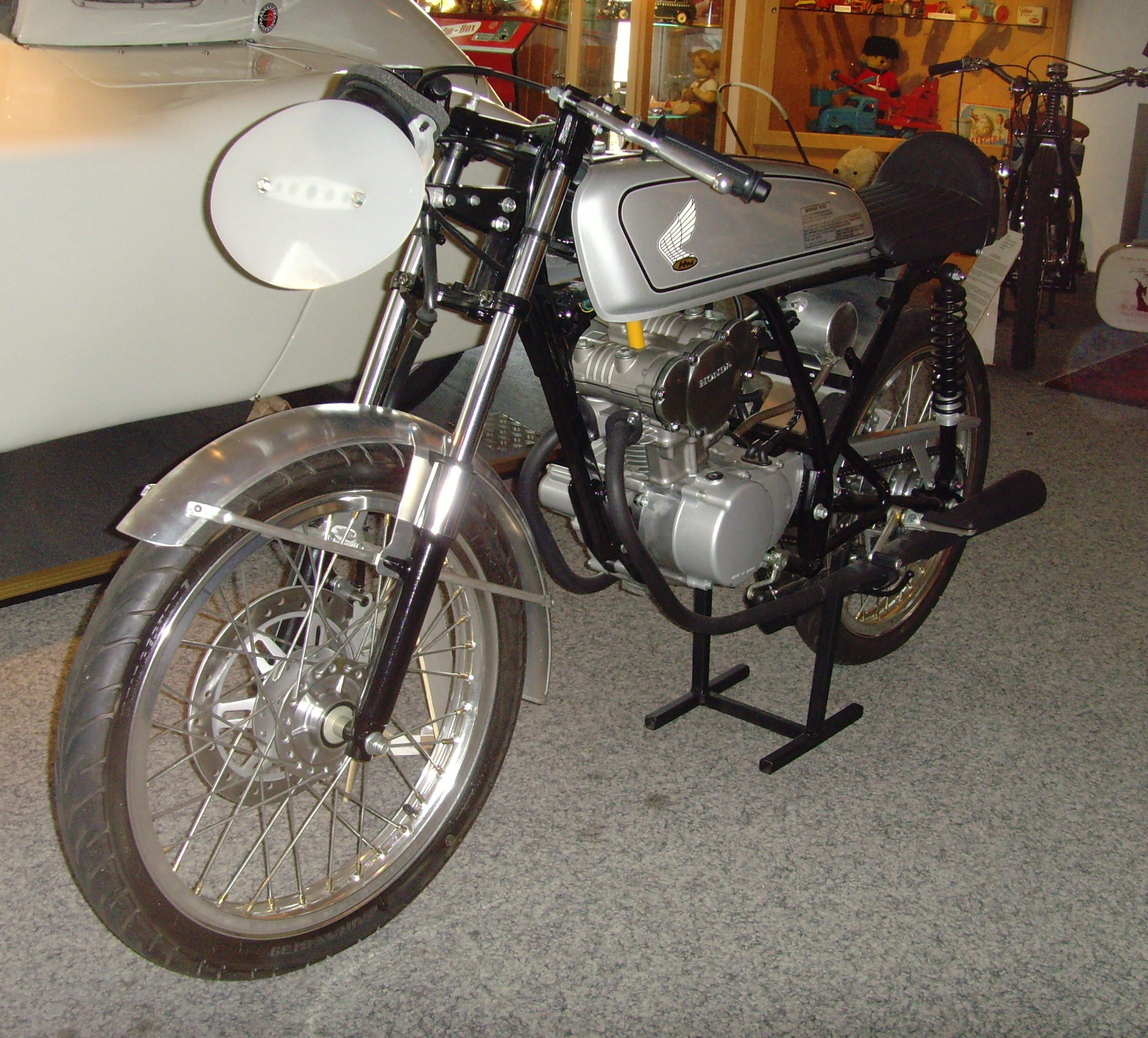
Honda Dream 50 R

Die Honda Dream 50 und Honda Dream 50 R sind in einer Kleinserie hergestellte Retro-Bikes eines früheren Rennmotorrades der Marke Honda aus dem Jahr 2004. Motor und Rahmen basieren auf der Honda XL 50 und der Honda CB 50 j.
Das Motorrad wurde in einer Rennversion ohne Straßenzulassung als auch in einer Straßenversionen angeboten. Bereits kurz nach ihrem Erscheinen ist die Dream 50 R ein gesuchtes Sammlerstück.

## Technische Daten

### Motor, Getriebe und Zündanlage
Der fahrtwindgekühlte Motor mit einem Hubraum von 50 cm³ ist ein Viertaktmotor. Der Vergaser  PC 20 hat einen Durchlass von 20 mm.
Die Mehrscheibenkupplung läuft im Ölbad. Das Getriebe hat 6 Gänge. Die maximale Leistung ist 6 kW (8 PS). Die Maximaldrehzahl beträgt 13.500/min. Die Zündung erfolgt elektronisch (CDI). Der Einzylinder-Motor entlässt die Abgase über 2 Auspuffrohre ins Freie.

### Fahrwerk und Bremsen
Vorne und hinten verzögern hydraulisch betätigte Scheibenbremsen. Der Einschleifenrahmen aus Stahlrohr ist nach unten offen. Das Vorderrad wird von einer Teleskopgabel gefedert. Der Standrohrdurchmesser beträgt 27 mm. Hinten übernimmt eine Zweiarmschwinge mit zwei Federbeinen die Federungsarbeit.
Die Höchstgeschwindigkeit beträgt ca. 90 km/h. Die Dream 50 R wiegt vollgetankt 78 kg. Der Tank fasst 6,2 Liter Kraftstoff.